# Semeanivka
Semeanivka (în ucraineană Сем'янівка) este localitatea de reședință a comunei Krotenkî din raionul Poltava, regiunea Poltava, Ucraina.

## Demografie
Componența lingvistică a localității Semeanivka
     Ucraineană (92,62%)
     Rusă (6,57%)
     Alte limbi (0,1%)
Conform recensământului din 2001, majoritatea populației localității Semeanivka era vorbitoare de ucraineană (92,62%), existând în minoritate și vorbitori de rusă (6,57%).